# Resultados do Carnaval de Vitória em 2009

## Grupo Único
Unidos de Jucutuquara conquistou seu sexto título, o quarto consecutivo. Chegou O Que Faltava não desfilou e foi desclassificada.
| Legenda: Campeã |

| Col.     | Escola                    | Enredo                                                                     | Pontos |
| -------- | ------------------------- | -------------------------------------------------------------------------- | ------ |
| 1        | Jucutuquara               | Convento da Penha: O relicário de um povo                                  | 191,9  |
| 2        | Mocidade Unida da Glória  | Do Eldorado Africano ao berço selvagem e fascinante da Vila de São Matheus | 190,4  |
| 3        | Barreiros                 | Guarapari, o paraíso é aqui                                                | 190,3  |
| 4        | Piedade                   | Sete de Setembro – Histórias e memórias da rua que virou samba             | 183,9  |
| 5        | Independente de Boa Vista | Com devoção ao padroeiro, Boa Vista festeja São João                       | 180,3  |
| 6        | Novo Império              | Gaia, da Mitologia à Ciência, a Novo Império en(canta) a Terra             | 178,8  |
| 7        | São Torquato              | Rio Doce, deleite de uma princesa                                          | 176,6  |
| 8        | Andaraí                   | Sete portais, sete encantos: Divino Espírito Santo                         | 167,6  |
| 9        | Imperatriz do Forte       | Delírio de um sonho, o dia em que o Penedo falou (Reedição de 1984)        | 165    |
| 10       | Pega no Samba             | É Fim de Semana… o que que vai PEGAr?                                      | 164,6  |
| 11       | Tradição Serrana          | Do Reis Magos ao Goiapaba-Açú: Uma história com raízes                     | 152,8  |
| 12       | Rosas de Ouro             | Do Reino de Odin ao Sol Nascente, o país do futebol é a terra da gente     | 144,6  |
| Desclas. | Chegou O Que Faltava      | A Coroa brilhou. A Nobreza Chegou                                          | --     |